# Varennes-sur-Allier
Varennes-sur-Allier – miejscowość i gmina we Francji, w regionie Owernia-Rodan-Alpy, w departamencie Allier.

## Demografia
Według danych na rok 1990 gminę zamieszkiwało 4413 osób, a gęstość zaludnienia wynosiła 183 osoby/km². W styczniu 2015 r. Varennes-sur-Allier zamieszkiwało 3614 osób, przy gęstości zaludnienia wynoszącej 149,9 osób/km².